# Rorgoniden
Die Rorgoniden waren eine Dynastie des französischen Adels, in der mehrere Mitglieder Rorgon (oder Roricon) genannt wurden. Die Familie stellte einige Generationen lang die Grafen von Maine. Die Angehörigen der Rorgoniden siedelten im 9. Jahrhundert überwiegend in Neustrien, Aquitanien und Burgund. Benannt ist der Familienzweig nach Rorgon oder Rorico I., der um  819/820 als Graf von Porhöet (westlich von Rennes) und 832 Graf von Maie wurde.

## Stammliste
Gauzlin I. († nach 820); ⚭ Adeltrud
1. Adaltrud; ⚭ Ranulf I. Graf von Poitou, Herzog von Aquitanien († 866), (Ramnulfiden)
2. Gauzbert I. († 849), Graf von Maine, Abt von Saint-Maur-sur-Loire (Glanfeuil); ⚭ NN
  1. Theodrade
  2. Gauzlin; ⚭ NN
    1. Richilde
3. Rorgon I. (um 770–839), Graf von Rennes (bis 832), Graf von Maine (832); ⚭ I Rotrud († 3. Juni 810), Tochter Karls des Großen, (Karolinger); ⚭ II Bilchilde
  1. (I) Ludwig († 8. Januar 867), Abt von Saint-Denis, Saint-Riquier, Saint-Wandrille, Erzkanzler Karls des Kahlen. 858 wurden er und sein Bruder Gauzlin von den Normannen gefangen genommen und gegen Lösegeld freigelassen. Ludwig wurde am 9. Januar 867 in Saint-Denis beigesetzt.[1]
  2. (II) Gauzfried († 886) Graf von Maine; ⚭ NN
    1. Gauzbert III. († 914), Graf von Maine
    2. Gauzlin († 914), Graf von Maine

  3. (II) Bilchilde; ⚭ Bernhard von Poitiers (Wilhelmiden)
    1. Bernhard von Gothien; ⚭ NN
      1. Richilde; ⚭ Theobald der Alte († 942), Vizegraf von Blois, (Haus Blois)

    2. Emenon; ⚭ NN

  4. (II) Gauzlin († 16. April 886), Bischof von Paris, Abt der Pariser Klöster St. Denis und St. Germain-des-Pres, Erzkanzler Karls des Kahlen sowie Kanzler des Königs Ludwig III. und Abt des Klosters Saint Amand, in dessen Bibliothek sich die Handschrift des Ludwigslieds befand.  858 wurden er und sein Bruder Ludwig von den Normannen gefangen genommen und gegen Lösegeld freigelassen. Er hatte auch enge Beziehungen zu König Ludwig dem Jüngeren.[2]
  5. (II) Rorgon II. (um 808–865), Graf von Maine (839).
  6. (II) Gauzbert II., Graf von Maine

## Die Rorgoniden als Grafen von Maine
Rorgon I. lebte am Hofe Kaiser Karls des Großen. Ludwig der Fromme hatte 814 seinem Sohn Pippin nicht nur Aquitanien, sondern auch die Grafschaft Anjou mit ihren Abteien anvertraut. In der Chronik des Mönchs Odon von Saint-Maur wird berichtet, dass Rorgon von seinem Souverän die Abtei von Glanfeuil in Anjou (Saint-Maur de Glanfeuil) erhielt, die er, gemeinsam mit seiner zweiten Gemahlin Bilechilde wieder aufbauen und mit Spenden ausschmücken ließ. Er gründete dort ein Benediktinerkloster. Sein Bruder Gauzbert wurde Abt dieses Klosters und sein Sohn Gauzlin wurde ein Mitglied des dortigen Ordens. 832 erhielt Rorgon die Grafschaft Maine. Im März 839 schenkte er den Mönchen des Klosters Ländereien mit dem Namen Maiminicu zu denen Weinberge, Wälder, Felder und Wiesen im Tal bei Mazé gehörten. Da Rorgons Söhne noch Minderjährig waren trat Gauzbert seine Nachfolge als Graf von Maine an.
| Zeitraum | Name          | Anmerkung             |
| -------- | ------------- | --------------------- |
| 832–839  | Rorgon I.     |                       |
| 839–849  | Gauzbert I.   | Bruder von Rorgon I.  |
| 849–865  | Rorgon II.    | Sohn von Rorgon I.    |
| 865–886  | Gauzfried     | Bruder von Rorgon II. |
| 893–895  | Gauzbert III. | Sohn von Gauzfried    |
| 898–900  | Gauzlin II.   | Bruder Gauzberts III. |